# Omega Centauri
Omega Centauri (NGC 5139, ω Cen, Omega Centaura) je kuglasti skup u zviježđu Centauru. Koncentracijska klasa mu je VIII.  Edmond Halley 1677. godine prvi identificirao kao nestelarni objekt. Smješten na udaljenosti od 15.800 svjetlosnih godina (4.850 pc ), jedan je od najvećih kuglastih skupova u Mliječnom putu s promjerom od oko 150 svjetlosnih godina. Procjenjuje se da sadrži oko 10 milijuna zvijezda i ukupnu masu ekvivalentne 4 milijuna sunčevih masa, što ga čini najmasivnijim kuglastim skupom Mliječnog puta.
Iako ovo nije zvijezda, dobila je Bayerovu oznaku. Od ostalih se kuglastih skupova razlikuje po tome što je u njemu više zvjezdanih populacija. Progenitor mu je patuljasta galaktika, kojoj je u središtu crna rupa.
Omega Centauri toliko se razlikuje od ostalih kuglastih skupova galaktike da se smatra da ima alternativno podrijetlo kao temeljni ostatak patuljaste galaksije. Isto se smatra za još veći i masivniji kuglasti skup imena Mayall II, koji kruži oko Andromede.
Omega Centauri je vidljiv golim okom, s magnitudom od 3,9, a veličine je punog Mjeseca. Nije vidljiv sa sjeverne polutke. 

## Vanjske poveznice
- (engl.) SEDS: NGC 5139
- (engl.) Revidirani Novi opći katalog
- (engl.) Izvangalaktička baza podataka NASA-e i IPAC-a
- (engl.) Astronomska baza podataka SIMBAD
- (engl.) VizieR